# Tylor Spink
Tylor Robert Spink (* 31. Dezember 1992 in Williamstown, Ontario) ist ein kanadischer Eishockeyspieler, der seit August 2020 bei den Schwenninger Wild Wings in der Deutschen Eishockey Liga (DEL) unter Vertrag steht und dort auf der Position des Flügelstürmers spielt. Sein Zwillingsbruder Tyson Spink ist ebenfalls professioneller Eishockeyspieler.

## Karriere

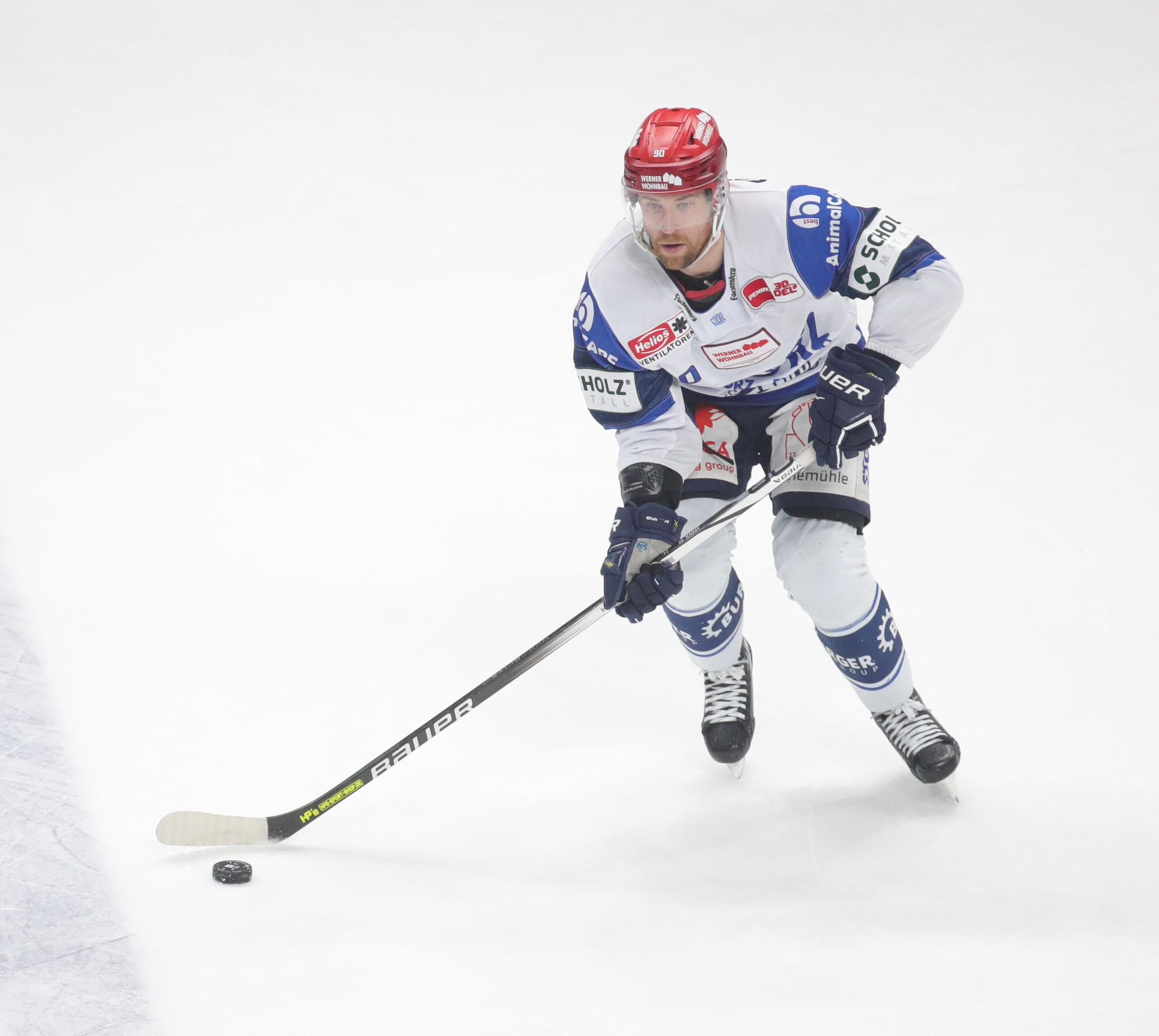
Spink im Trikot der Schwenninger Wild Wings (2023)

Tylor Spink begann seine Juniorenkarriere in der Saison 2008/09 bei den Char-Lan Rebels, in derselben Saison spielte er aber auch noch für die Cornwall Colts, für diese lief er bis zur Saison 2011/12 in der CJHL auf. Zusammen mit seinem Zwillingsbruder, mit dem er bereits bei den Cornwall Colts spielte, fing Spink ein Studium an der Colgate University an und spielte von 2012 bis 2016 in der National Collegiate Athletic Association (NCAA).
In der Saison 2015/16 konnte er nach der bereits abgelaufenen NCAA-Saison für die Toledo Walleye in der ECHL und den Toronto Marlies in der American Hockey League (AHL) auflaufen. In der Folgesaison erzielte er in seiner ersten vollständigen ECHL-Saison für Toledo in 66 Spielen 76 Scorerpunkte (28 Tore, 48 Vorlagen). Aufgrund seiner guten Leistung wurde der Kanadier zu drei AHL-Teams ausgeliehen, wo er allerdings für die Milwaukee Admirals und Grand Rapids Griffins nur jeweils ein Spiel absolvierte; für die Albany Devils stand er in drei Spielen auf dem Eis. Zur Saison 2017/18 wechselten die Spink-Brüder zusammen von Toledo nach Europa zum Örebro HK in die Svenska Hockeyligan (SHL), nach der Saison verlängerten die beiden Brüder ihren Vertrag in Schweden für ein weiteres Jahr. Zur Saison 2019/20 wechselten die Zwillinge nach Finnland zu Porin Ässät in die Liiga, wo Tylor Spink in 52 Spielen 32 Scorerpunkte (13 Tore, 19 Vorlagen) erzielte.
Im August 2020 gaben die Schwenninger Wild Wings bekannt, dass das Brüderpaar zur Saison 2020/21 in den Schwarzwald wechseln würde. Dort entwickelten sich beide schnell zu Leistungsträgern und Spink sammelte in seinen ersten vier Spielzeiten mit den Wild Wings stets über 25 Scorerpunkte.

### International
Auf internationaler Ebene vertrat Spink das Team Canada East – gemeinsam mit seinem Bruder – im Juniorenbereich bei den World Junior A Challenges der Jahre 2010 und 2011. Bei beiden Teilnahmen gewann das Brüderpaar jeweils die Silbermedaille. In insgesamt neun Turniereinsätzen über zwei Jahre kam der Stürmer zu sieben Scorerpunkten.

## Erfolge und Auszeichnungen
- 2011 CHL T1 Third All-Star Team
- 2013 ECAC All-Rookie Team
- 2014 ECAC All-Academic Team
- 2017 ECHL All-Rookie Team

### International
- 2010 Silbermedaille bei der World Junior A Challenge
- 2011 Silbermedaille bei der World Junior A Challenge

## Karrierestatistik
Stand: Ende der Saison 2024/25

### International
Vertrat Kanada bei:
- World Junior A Challenge 2010
- World Junior A Challenge 2011

(Legende zur Spielerstatistik: Sp oder GP = absolvierte Spiele; T oder G = erzielte Tore; V oder A = erzielte Assists; Pkt oder Pts = erzielte Scorerpunkte; SM oder PIM = erhaltene Strafminuten; +/− = Plus/Minus-Bilanz; PP = erzielte Überzahltore; SH = erzielte Unterzahltore; GW = erzielte Siegtore; 1 Play-downs/Relegation; Kursiv: Statistik nicht vollständig)